# دهستان اسلام‌آباد (رودان)
دهستان اسلام‌آباد، یکی از دهستان‌های بخش بیکاه شهرستان رودان در استان هرمزگان در جنوب ایران است. مرکز این دهستان، روستای اسلام‌آباد است.

## جمعیت
بر پایه سرشماری عمومی نفوس و مسکن در سال ۱۳۹۵، جمعیت دهستان اسلام‌آباد برابر با ۵٬۶۱۸ نفر بوده‌است.